# UFC Ultimate Fight Night 2
UFC Ultimate Fight Night 2 è stato un evento di arti marziali miste tenuto dalla Ultimate Fighting Championship il 3 ottobre 2005 al Hard Rock Hotel and Casino di Las Vegas, Stati Uniti.

## Retroscena
In questo evento, trasmesso dalla Spike TV negli Stati Uniti e in Canada, ci fu il debutto in UFC di Thiago Alves, Jon Fitch, Brandon Vera, Spencer Fisher e Brock Larson.

## Risultati
|                  | Divisione       |                 |                 |                  | Metodo                           | Round           | Tempo           | Premio          |
| Card principale  | Card principale | Card principale | Card principale | Card principale  | Card principale                  | Card principale | Card principale | Card principale |
| ---------------- | --------------- | --------------- | --------------- | ---------------- | -------------------------------- | --------------- | --------------- | --------------- |
|                  | Pesi Medi       | David Loiseau   | batte           | Evan Tanner      | KO Tecnico (ferita)              | 2               | 4:15            |                 |
|                  | Pesi Medi       | Chris Leben     | batte           | Edwin Dewess     | Sottomissione (armbar)           | 1               | 3:26            |                 |
|                  | Pesi Massimi    | Brandon Vera    | batte           | Fabiano Scherner | KO Tecnico (ginocchiate e pugni) | 2               | 3:26            |                 |
|                  | Pesi Welter     | Drew Pickett    | batte           | Josh Koscheck    | Sottomissione (rear naked choke) | 3               | 4:28            |                 |
| Card preliminare |                 |                 |                 |                  |                                  |                 |                 |                 |
|                  | Pesi Welter     | Spencer Fisher  | batte           | Thiago Alves     | Sottomissione (triangolo)        | 2               | 4:43            |                 |
|                  | Pesi Medi       | Jon Fitch       | batte           | Brock Larson     | Decisione unanime                | 3               | 5:00            |                 |
|                  | Pesi Welter     | Jonathan Goulet | batte           | Jay Hieron       | KO Tecnico (stop medico, taglio) | 3               | 1:05            |                 |